# Martine Brunschwig Graf

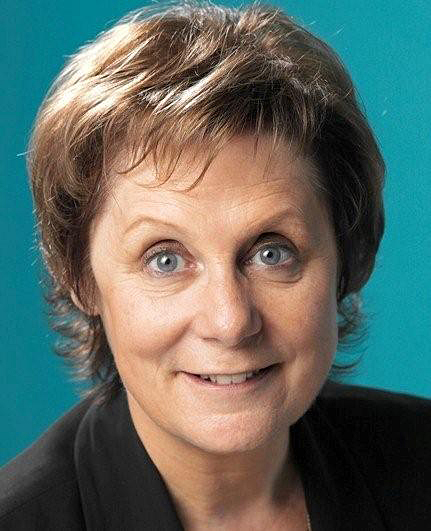
Martine Brunschwig Graf

Martine Brunschwig Graf (* 16. März 1950 in Freiburg im Üechtland; heimatberechtigt in Hütten und Ramsen) ist eine Schweizer Politikerin (FDP-Liberale).

## Biografie
Brunschwig Graf war von März 1988 bis März 1990 Präsidentin der Liberalen Partei des Kantons Genf. Von Oktober 1989 bis Oktober 1993 gehörte sie dem Genfer Grossen Rat an. Von Dezember 1993 bis Dezember 2005 war sie Mitglied des Staatsrats des Kantons Genf.
Ab Dezember 2003 war Brunschwig Graf Mitglied des Nationalrats. Sie gehörte von 2003 bis 2007 der Aussenpolitischen Kommission, der Finanzkommission und der Rehabilitierungskommission an. Bei den Wahlen 2011 trat sie nicht mehr an.
Im November 2011 wählte sie der Bundesrat zur Präsidentin der Eidgenössischen Kommission gegen Rassismus auf den 1. Januar 2012. Während insgesamt drei Amtsperioden übte sie die Funktion bis Ende 2023 aus. Nachfolgerin wurde Ursula Schneider Schüttel.
Brunschwig Graf ist Ökonomin und wohnt in Genf.